# جامعة الشرقية
جامعة الشرقية هي مؤسسة أكاديمية خاصة تقع في ولاية إبراء بمحافظة شمال الشرقية في سلطنة عمان. تأسست في مايو 2009م بموجب القرار الوزاري رقم 78 لسنة 2009م الصادر من وزارة التعليم العالي والبحث العلمي والإبتكار (وزارة التعليم العالي سابقاً). بدأت الجامعة نشاطها الأكاديمي في فصل الخريف من العام الأكاديمي لعام 2010م.
تخصص إدارة الوثائق والمحفوظات تم تدريس هذا التخصص في جامعة الشرقية سنة 2016م ، تخصص إدارة الوثائق والمحفوظات في جامعة الشرقية يعد من التخصصات الهامة التي تساهم في تنظيم وإدارة المعلومات والبيانات بشكل فعال. يهدف هذا التخصص إلى تزويد الطلاب بالمعرفة والمهارات اللازمة لإدارة الوثائق والمحفوظات في المؤسسات المختلفة، سواء كانت حكومية أو خاصة.
يتضمن البرنامج الدراسي لمهنة إدارة الوثائق والمحفوظات مجموعة من المقررات التي تغطي مواضيع مثل نظم المعلومات، وأساسيات الأرشفة، وتقنيات حفظ الوثائق، بالإضافة إلى القوانين واللوائح المتعلقة بحماية المعلومات. كما يتم تدريب الطلاب على استخدام التكنولوجيا الحديثة في إدارة الوثائق، مما يساهم في تحسين كفاءة العمل وتقليل الفاقد.
بعد التخرج، يستطيع خريجو هذا التخصص العمل في مجالات متعددة، مثل المكتبات، والأرشيفات، والدوائر الحكومية، والشركات الخاصة. إن الطلب المتزايد على المتخصصين في هذا المجال يعكس أهمية إدارة المعلومات في العصر الرقمي الذي نعيشه.

## الكليات والأقسام الأكاديمية
تضم الجامعة خمس كليات هي:
- كلية إدارة الأعمال

- الإدارة
- المحاسبة والتمويل
- نظم المعلومات الإدارية
- إدارة الوثائق والمحفوظات
- ريادة الأعمال
- إدارة اللوجستيات وسلاسل الكتل

- كلية الهندسة

- البكالوريوس
- ادارة التشييد
- هندسة البيئة
- الهندسة المدنية
- هندسة الإنشاءات
- هندسة المياة
- مسح الكميات والادارة التجارية
- الهندسة الكهربائية
- الهندسة الإلكترونية والاتصالات

- كلية الأداب والعلوم الإنسانية
- تربية مجال أول وثاني
- إرشاد نفسي
- كلية العلوم التطبيقية

- علوم الغذاء والتغذية الإنسانية
- العلوم البحرية والسمكية

- كلية القانون

## المكتبة
مكتبة الجامعة وتقع في المبنى رقم 21 في الحرم الجامعي. تتكون من 3 قاعات تضم طاولات مطالعة بالإضافة إلى قسمي الإعارة والمراجع ومجموعات الكتب والإعارة الذاتية وخدمة النسخ. كما تضم المكتبة 12 جهاز حاسب آلي يمكن لمرتادي المكتبة استخدامها في تصفح الفهرس الإلكتروني ومصادر المكتبة الإلكترونية.

## روابط خارجية
- موقع الجامعة